# Майтобе (станция, Жетысуская область)
Майтобе (каз. Майтөбе) — станция в Кербулакском районе Жетысуской области Казахстана. Входит в состав Сарыозекского сельского округа. Код КАТО — 194630400.

## Население
В 1999 году население станции составляло 31 человек (16 мужчин и 15 женщин). По данным переписи 2009 года, в населённом пункте проживало 27 человек (16 мужчин и 11 женщин).